# Espen Bredesen
Espen Odd Bredesen (Oslo, 2 de febrero de 1968) es un deportista noruego que compitió en salto en esquí. 
Participó en tres Juegos Olímpicos de Invierno, entre los años 1992 y 1998, obteniendo dos medallas en Lillehammer 1994, oro en el trampolín normal individual y plata en el trampolín grande individual, y el séptimo lugar en Albertville 1992, en el trampolín grande por equipo.
Ganó dos medallas de oro en el Campeonato Mundial de Esquí Nórdico de 1993, en las pruebas de trampolín grande individual y por equipo.

## Palmarés internacional
| Juegos Olímpicos   | Juegos Olímpicos      | Juegos Olímpicos | Juegos Olímpicos |
| Año                | Lugar                 | Medalla          | Prueba           |
| ------------------ | --------------------- | ---------------- | ---------------- |
| 1994               | Lillehammer (Noruega) | Medalla de oro   | TN individual    |
| 1994               | Lillehammer (Noruega) | Medalla de plata | TG individual    |
| Campeonato Mundial |                       |                  |                  |
| Año                | Lugar                 | Medalla          | Prueba           |
| 1993               | Falun (Suecia)        | Medalla de oro   | TG individual    |
| 1993               | Falun (Suecia)        | Medalla de oro   | TG por equipos   |